# Алтибакан
Алтибакан — гойдалка та гра у кочових народів Центральної Азії. Для неї використовують 6 жердин, міцну поперечину, 3 товсті аркани. Шести пов'язують по три, на зразок триножника, відступаючи від верхніх кінців 50-70 см. Триножники з'єднуються поперечиною, яку кінцями прив'язуються три аркана: що слугують сидіннями для двох чоловік, довгий — опорою для ніг. Розгойдувати допомагає третій учасник. Більш досконала конструкція є дошкою підвішеною на арканах до поперечини перпендикулярно. Під час алтибакану юнаки та дівчата виконують пісні.